# Сарань
Сарань (каз. Саран) — город в Карагандинской области Республики Казахстан, административно подчинён областному центру. Находится в 25 километрах к юго-западу от Караганды.

## География
Рельеф
Территория города относится к Центрально-Казахстанской цокольной равнине. Основная часть поверхности представляет собой пологоволнистую или слабо всхолмлённую равнину.
Полезные ископаемые
- каменный уголь
- бутовый камень
- керамические глины
- песчано-гравийные смеси
- известняки
- керамзитовые глины

Климат
Климат в Сарани резко континентальный с суровыми зимами, умеренно жарким летом и небольшим годовым количеством осадков. Летом за городом выгорает растительность, а зимой нередки метели и бураны.
Водные ресурсы
По территории города протекает малая река Карагандинка, которая впадает р.Сокур.

## История
Сораң в переводе с казахского языка означает солонец/солончак. В 1939 году на месте будущего шахтёрского города появилось маленькое поселение Сарань — посёлок геологов, которые вели разведку запасов угля в прилегающем районе. С 1943 года началось бурное строительство, также в эти годы ведётся активное освоение Саранского угольного региона, строятся и вводятся в работу новые шахты. Статус города был получен 20 декабря 1954 года. До конца 1961 года в подчинение городской администрации вошли следующие населённые пункты:
- Малая Сарань
- Дубовка
- Байтам
- Сокур
- Сарань-Угольная
- Актас
- Топар

В настоящее время территория города составляет 174 км².
В 70-х годах прошлого века при заводе РТИ в Сарани был возведён современный посёлок городского типа состоящий из 3-х микрорайонов 5-9-этажных домов, где постоянно проживало 25 тысяч человек. В посёлке работали детские сады, школы, ПТУ, крупнейший в городе больничный комплекс, кинотеатр, магазины, рестораны, городская библиотека и гостиница. После банкротства предприятия в 1994 году в микрорайонах начались перебои с отоплением и водо- и электроснабжением. Постепенно бо́льшая часть жителей вынужденно покинула свои дома. Инфраструктура была полностью утрачена. В настоящее время в посёлке продолжают разрушаться от времени 106 пустующих многоэтажек. Картину дополняет психоневрологический диспансер, построенный здесь в 2010 году на месте бывшего больничного городка. В 2013 году в СМИ появились сообщения о сносе посёлка, а уже через несколько дней — о восстановлении района. На данный момент идет активное восстановление жилищного фонда бывшего поселка РТИ. Уже восстановлены и заселены несколько домов в 3-м микрорайоне. На очереди еще несколько домов, в которых практически завершены восстановительные работы
В 2024 году город перестал быть моногородом в Карагандинской области.

## Население
На начало 2019 года, население города — 43 277 человек, в составе территории городского акимата 52 008 человек.
Национальный состав (на начало 2019 года):
- русские — 30 319 чел. (58,30 %)
- казахи — 11 075 чел. (21,29 %)
- татары — 2485 чел. (4,78 %)
- немцы — 2325 чел. (4,47 %)
- украинцы — 2252 чел. (4,33 %)
- белорусы — 744 чел. (1,43 %)
- чеченцы — 404 чел. (0,78 %)
- корейцы — 399 чел. (0,77 %)
- башкиры — 270 чел. (0,52 %)
- азербайджанцы — 235 чел. (0,45 %)
- поляки — 220 чел. (0,42 %)
- литовцы — 178 чел. (0,34 %)
- чуваши — 114 чел. (0,22 %)
- узбеки — 151 чел. (0,29 %)
- молдаване — 112 чел. (0,22 %)
- мордва — 81 чел. (0,16 %)
- греки — 17 чел. (0,03 %)
- другие — 627 чел. (1,21 %)
- Всего — 52 008 чел. (100,00 %)

## Культура

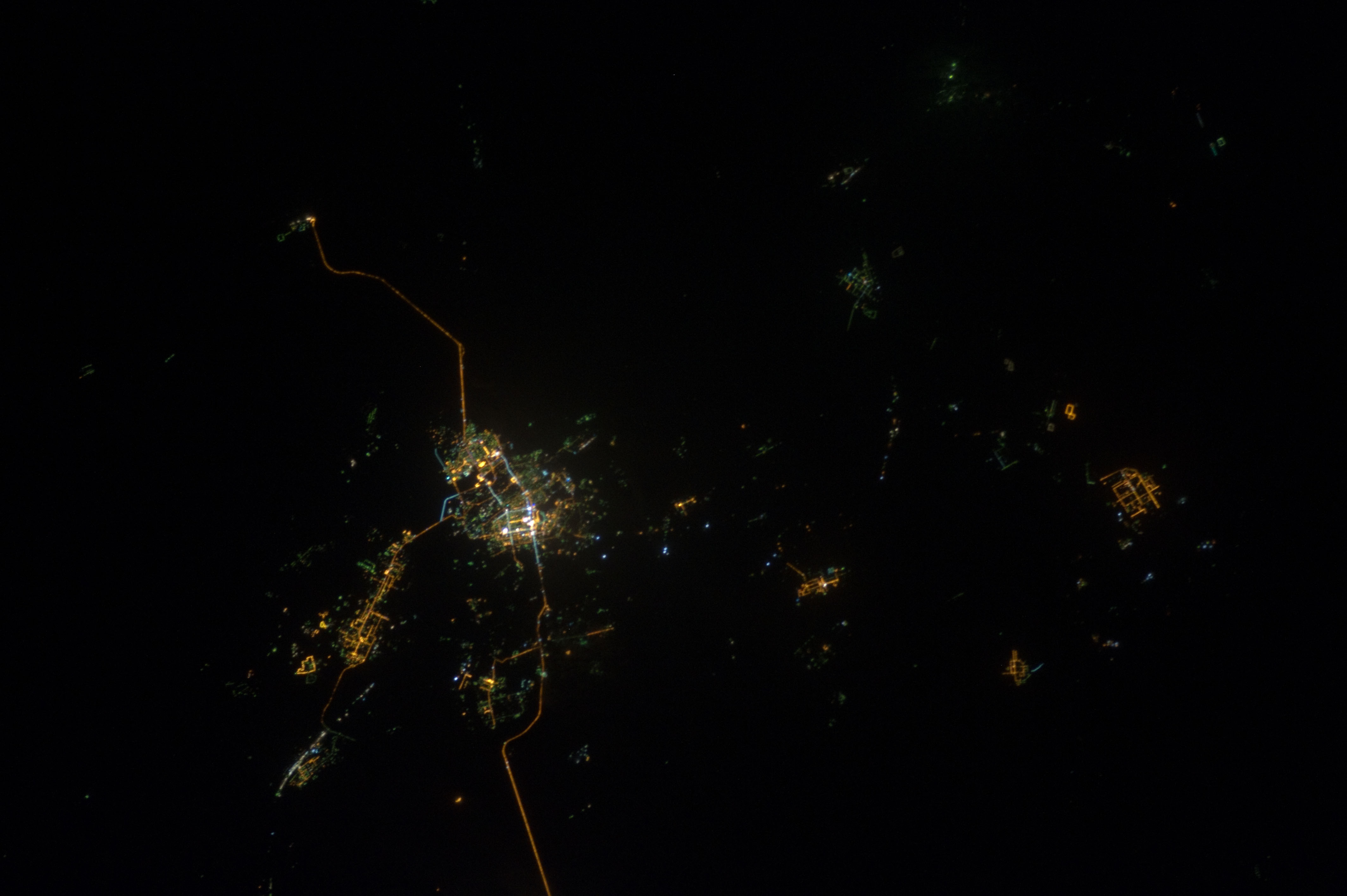
Сарань ночью. Вид из космоса

На территории города имеются уникальные памятники истории и культуры: мазар Игилик-бия, памятники Жамбылу Жабаеву, В. В. Маяковскому. А. Гайдару, А. С. Пушкину, памятник матери и ребёнку, стела Победы, памятник шахтерскому труду, работают фонтаны. Они являются украшением города. На въезде в город установлен памятный знак в честь первого президента Чеченской Республики Ахмат-Хаджи Кадырова, родившегося в Малой Сарани.
Действующие объекты культуры:
- КГКП «Дом культуры города Сарани»
- КГКП «Культурно-досуговый центр посёлка Актас»
- Централизованная библиотечная система г. Сарани

## Экономика
Экономика города Сарани имеет индустриальную специализацию.
Ведущими промышленными предприятиями города являются:
- АО «АрселорМиттал Темиртау» — шахты УД «Саранская» и имени Т. Кузембаева
- холдинг Eurasian Industrial Chemicals Group, образованный на базе завода РТИ (ТОО «Научно-производственная фирма „Технология“», ТОО «Карагандарезинотехника» и ТОО «Сараньрезинотехника»)
- ТОО «Казцентрэлектропровод»
- ТОО «Saburkhan Technologies» (бывшая Сабурханская обогатительная фабрика)
- СЭС «Сарань»

В городе имеется предприятие QazTenha, который занимается производством автобусов и самосвалов, также предприятие является официальным партнёром крупнейшего производителя автобусной техники —  китайской компании Yutong. В 2024 году  QazTenha занималась сборкой современных составов для реконструированной Темиртауской трамвайной сети. 
В сентябре 2020 года акимат Карагандинской области и российская компания «Татнефть» подписали инвестиционный меморандум о реализации проекта строительства завода по производству шин в городе Сарань. Производственная мощность завода было намечено на 3 млн шин для легковой техники и 500 тыс. шин для коммерческой техники и автобусов. Введение завода в эксплуатацию было запланировано на 2022 год, однако выпуск продукции начался в 2024 году, а завод получил название Tengri Tyres
Транспорт
В городе действует автобусные маршруты.
| №  | Маршрут                                                                |
| -- | ---------------------------------------------------------------------- |
| 1б | 5-й квартал — пос. РТИ                                                 |
| 2  | ул. Строительная — пос. Малая Сарань                                   |
| 3  | 106 шахта — Район Плановый                                             |
| 4  | 5-й квартал — м-он. Горняк — пос. Финский — м-он. Горняк — 5-й квартал |
| 9  | пос. Дубовка — Сарань — пос. Угольный                                  |
| 90 | Сарань — пос. Актас                                                    |

## Спорт
В городе работает СДЮШОР, за годы своего существования воспитавшая многих призёров Олимпиад и чемпионатов мира по разным видам спорта (греко-римская борьба, велосипедный спорт, плавание). На территории спортивной школы располагается действующий стадион «Сункар» (каз. Сұңқар; в переводе с казахского — сокол). Стадион, как и школа олимпийского резерва, был построен в 1959 году, но в первое десятилетие независимости пришёл в упадок. Полностью реконструирован в 2009. Вместимость 4000 человек. В настоящее время является тренировочной базой футбольного клуба «Гефест», местом занятия спортом горожан и проведения городских мероприятий.
Также в городе работает единственная в Карагандинской области станция юных техников, открытая в 1956 году. Среди кружков станции есть и спортивные: картинги, авиамодельный, шашки, тогыз-кумалак и туризм.
На заброшенной девятиэтажке в районе РТИ находится база прыжков роуп-джамперов Караганды.

## Религиозные учреждения
- Свято-Тихоновский храм[16]
- Центральная городская мечеть
- Дом молитвы для всех народов
- Церковь Благодать-Сарань[17]
- Церковь Благая весть
- Церковь Пятидесятников
- Католическая церковь

## Люди, связанные с городом
- Анина (Охотникова) Светлана Брониславовна — поэт, член Союза писателей России
- Баекенов Булат Абдрахманович — министр внутренних дел РК, почетный гражданин города Сарань
- Боровский Вадим Юрьевич — казахстанский футболист, полузащитник
- Гордейчук Михаил Николаевич — белорусский футболист
- Кадыров Ахма́т-Хаджи Абдулхами́дович — первый Президент Чеченской Республики
- Каримов Сергей — немецкий футболист
- Кузьмин Фёдор Васильевич — Герой Российской Федерации
- Машкарин Владимир Петрович — депутат Государственной Думы Российской Федерации
- Смагулов Мейрам Ахмедиянович — казахский политический деятель, аким городов Сарань (2003—2009) и Караганда (2012—2014)
- Щербак Юрий Алексеевич — Герой Социалистического Труда, бригадир проходчиков шахты № 101

## Главы

### Первые секретари горкома
1. Зимина, Елизавета Петровна ~1959~

### Председатели горисполкома
1. Зимина, Елизавета Петровна 1965-1973

### Акимы
1. Мукатов Кариполла Орынбекович (1999-2003)
2. Смагулов, Мейрам Ахмедиянович С июля 2003 по январь 2009
3. Жиенбеков, Ерик Куантаевич 19 января 2009 года — 2010
4. Виктор Николаевич Иванов 17 Мая 2010 — ?
5. Касимов Сергей Владимирович 09.2012 - 07.2013
6. Адамбеков Мухтар Ермекбаевич (07.2013-11.2014)
7. Анатолий Валерьевич Шкарупа 11.2014 — 05.2017
8. Темирханов, Ержан Оралович 05.2017 — 08.2023
9. Баулыков Еркин Энглисович 09.2023 — 10.2024
10. Бұлқайыр Дарын Бейбітұлы с 11 декабря 2024 года